# 外遊警示制度
外遊警示制度（簡稱外遊警示、旅遊警告）是由香港政府保安局設立的一個方便香港居民進行風險評估，掌握其他國家或者地區當前環境所潛在的人身安全風險或傳染病的旅遊警示制度。參照了香港天文台的暴雨警告信號來制訂。

## 歷史
2008年11月25日，泰國反政府示威者衝入及佔領曼谷蘇凡納布國際機場離境大堂，令到該機場在當晚宣布取消所有離境航班及關閉機場；受到事件影響而滯留在曼谷的香港居民近500人；及至11月27日，保安局未發出旅遊警告而被香港旅遊業業界指出當局行為被動。11月29日起，中國大陸政府及澳門政府等紛紛派出包機接載其居民離泰。及至一對香港夫婦在同年12月1日凌晨在趕往布吉國際機場而離開泰國途中發生交通意外後，保安局常任秘書長張琼瑤在同日中午表示因應泰國暴力衝突升級而宣布向國泰航空及香港快運作出包機安排，以接載仍然滯留在泰國的香港居民。
香港政府在事件中被指控反應遲鈍、處事緩慢及無危機感。事後，香港政府和香港旅遊業業界就旅遊警告制度進行商討；保安局最終在2009年10月20日正式設立外遊警示制度。
2010年8月23日，菲律賓發生人質事件造成8死7傷。港府當晚發出對菲律賓的黑色外遊警示，於2014年4月23日解除。
2015年中東呼吸綜合症南韓疫情期間，特區政府初時因沒有對南韓發出外遊警示而飽受批評，及後才對南韓發出紅色外遊警示。自此之後，政府為免引起爭議，除因應天災或局勢外，亦會因應公共衛生風險或傳染病而發出外遊警示。
2020年3月13日，因應新型冠狀病毒歐洲疫情，港府當晚一次過發出對神根公約其餘25個國家的紅色外遊警示，是設立制度以來對最多國家和地區同時發出外遊警示的一次。3月17日晚上，港府基於公共衛生考慮向全球發出紅色外遊警示（不包括中國大陸、台灣、澳門）。惟同時維持早前對部份國家或地區因安全風險而發出之紅色或黃色警示。所有就2019冠狀病毒病疫情而發出的紅色外遊警示在2022年5月1日取消，惟衞生署呼籲市民應繼續避免非必要的外遊計劃。

## 機制
保安局因應受到警示制度監控的國家可能出現影響香港居民人身安全或者風險變化，並且對該國家或者地區所出現的風險性質、程度及持續性而評估是否發出相應級別的外遊警示。保安局發出外遊警示時，會透過專設網頁及新聞公報向外公布。

### 目前生效的警示級別
| 警告標誌 | 警告級別   | 出現的情況                    | 向公眾發出的訊息                                                                | 指定國家／屬地之正式外遊警示 | 非指定國家／屬地之外遊提醒或呼籲 | 因應嚴重傳染病而發出之外遊提醒或呼籲 |
| -------- | ---------- | ----------------------------- | ------------------------------------------------------------------------------- | --- | --- | ------------------------------------ |
|          | 黃色 Amber | 有威脅跡象 Signs of threat    | 留意局勢，提高警惕 Monitor situation Exercise caution                           | · 比利时 · 埃及 · 法國 · 印度尼西亞 · 印度 · 日本（福島第一核電廠附近區域） · 马来西亚（沙巴東海岸地區） · 緬甸 · 尼泊尔 · 秘魯 · 菲律賓 · 俄羅斯 · 沙烏地阿拉伯 · 斯里蘭卡 · 泰國 · 突尼西亞 · 土耳其 · 英国 | 柬埔寨 · 德国 · 美国 · 委內瑞拉 | （無）                               |
|          | 紅色 Red   | 有明顯威脅 Significant threat | 應調整行程，如非必要，避免前赴。 Adjust travel plans Avoid non-essential travel | 伊朗 · 以色列 · 緬甸（東南部地區） · 巴基斯坦 · 土耳其（東南部省份） | （吉大港山區） · 緬甸（西部各邦，及鄰近中國大陸、老撾及泰國邊界地區） · 秘魯（阿普里馬克河、埃尼河及曼塔羅河流域） · 菲律賓（棉蘭老島東部） · 俄羅斯（北高加索及鄰近烏克蘭邊界地區） | （無）                               |
|          | 黑色 Black | 有嚴重威脅 Severe threat      | 不應前赴。 Avoid all travel                                                     | 黎巴嫩 · 叙利亚 | 阿富汗 · 埃及（西奈半島） · 衣索比亞 · 印度（接壤巴基斯坦邊境的地區，及查謨和克什米爾聯邦屬地） · 伊朗（伊斯法罕省、庫姆省、中央省、布什爾省等地區） · 伊拉克 · 以色列（加沙及其周邊地區，以及鄰近敘利亞及黎巴嫩邊界地區） · （接壤埃塞俄比亞、南蘇丹和索馬里邊境的地區） · 緬甸（北部地區） · 巴基斯坦（西部及邊界地區） · 菲律賓（棉蘭老島中西部地區） · 苏丹 · 突尼西亞（突尼斯南部包括鄰近阿爾及利亞和利比亞邊界地區，及Chaambi Mountain國家公園地區） · 乌克兰 | (無)                                 |

### 香港政府指定覆蓋地區
外遊警示制度覆蓋88個較多香港居民到訪、旅遊或公幹的海外國家／屬地，並有可能增加或調整；但根據保安局的指引，外遊警示制度並不包括中國大陸、澳門以及台灣。
| - 阿尔巴尼亚 - 阿根廷 - 奥地利 - 比利时 - 白俄羅斯 - 巴西 - 巴林 - 保加利亚 - 柬埔寨 - 加拿大 - 智利 - 賽普勒斯 - 捷克 | - 丹麦 - 埃及 - 爱沙尼亚 - 斐济 - 西班牙 - 芬兰 - 法國 - 英国 - 德国 - 直布罗陀 - 希腊 - 關島 - 匈牙利 - 冰島 - 爱尔兰 - 印度 - 印度尼西亞 - 伊朗 | - 以色列 - 義大利 - 日本 - 约旦 - 拉脫維亞 - 黎巴嫩 - 列支敦斯登 - 立陶宛 - 盧森堡 - 北馬其頓 - 马来西亚 - 馬爾地夫 - 馬爾他 - 模里西斯 | - 墨西哥 - 蒙古国 - 摩洛哥 - 蒙特內哥羅 - 緬甸 - 尼泊尔 - 荷蘭 - 新西兰 - 挪威 - 阿曼 - 巴基斯坦 - 秘魯 - 菲律賓 - 波蘭 - 葡萄牙 - 羅馬尼亞 | - 俄羅斯 - 沙烏地阿拉伯 - 新加坡 - 塞爾維亞 - 斯洛伐克 - 斯洛維尼亞 - 南非 - 斯里蘭卡 - 瑞士 - 瑞典 - 叙利亚 - 泰國 - 突尼西亞 - 土耳其 - 阿联酋 - 美国 - 越南 |

- 除特別註明的28個國家／屬地外，其餘60個國家／屬地於2009年10月20日起生效。

## 記錄
下列是為制度生效至今的發出記錄，有細菌繪文字（🦠）為與傳染病相關之外遊警示：（有關2019冠狀病毒病香港疫情期間之檢疫安排，參見2019冠狀病毒病香港疫情相關安排#強制檢疫與醫學監察安排）
| 警告級別 | 國家／屬地                                                                                              | 發出日期                             | 取消日期                                                   | 備註 |
| -------- | --- | ------------------------------------ | ---------------------------------------------------------- | --- |
| 黃       | 印度尼西亞                                                                                              | 2009年10月20日                       | 仍然生效                                                   | 2020年3月17日至2022年5月1日期間因應2019冠狀病毒病全球病例而另發出公共衛生風險之 紅色警示。 |
| 黃       | 巴基斯坦                                                                                                | 2009年10月20日                       | 2014年6月9日（提升至紅色）                                 | [ 2 ] |
| 黃       | 泰國 | 2009年10月20日                       | 2011年10月25日（提升至紅色，但只限受水災影響地區包括曼谷） | 2010年3月10日至6月9日曾對曼谷提升至紅色及黑色警示 |
| 黃       | 土耳其                                                                                                  | 2009年10月20日                       | 2010年5月4日（取消）                                       | [ 2 ] [ 22 ] |
| 黃       | 菲律賓                                                                                                  | 2009年10月21日                       | 2010年8月23日 （直接提升至黑色）                           | [ 23 ] |
| 黃       | 伊朗 | 2009年12月28日                       | 2020年1月10日（提升至紅色）                                | [ 24 ] |
| 黃       | 俄羅斯                                                                                                  | 2010年3月29日                        | 2010年7月16日（取消）                                      | [ 25 ] [ 26 ] |
| 紅       | 泰國（曼谷）                                                                                            | 2010年3月10日（由黃色提升）          | 2010年4月10日（提升至黑色）                                | 制度生效以來首次發出紅色外遊警示，其他泰國地區維持黃色警示。 |
| 黑       | 泰國（曼谷）                                                                                            | 2010年4月10日（由紅色提升）          | 2010年6月2日（降級至紅色）                                 | 制度生效以來首次發出黑色外遊警示，其他泰國地區維持黃色警示。 |
| 黃       | 尼泊尔                                                                                                  | 2010年5月4日                         | 2015年4月27日（提升至紅色）                                | [ 22 ] |
| 黃       | 希腊 | 2010年5月6日                         | 2010年7月30日（取消）                                      | [ 30 ] [ 31 ] |
| 紅       | 泰國（曼谷）                                                                                            | 2010年6月2日（由黑色降級）           | 2010年6月9日（降級至黃色）                                 | 其他泰國地區維持黃色警示。 |
| 黃       | 南非 | 2010年6月11日                        | 2010年7月16日（取消）                                      | 因2010年世界盃足球賽對南非的治安問題而發出 |
| 黃       | 俄羅斯                                                                                                  | 2010年8月10日                        | 2010年8月27日（取消）                                      | 因俄羅斯發生山火而發出；也是制度設立以來首次對同一國家再次發出外遊警示 |
| 黑       | 菲律賓                                                                                                  | 2010年8月23日（直接由黃色提升）      | 2014年4月23日（直接降級至黃色）                            | 因馬尼拉前警員挾持香港旅行團事件而發出；也是制度設立以來首次直接發出黑色外遊警示 維持時間第二長的黑色外遊警示，共3年8個月 |
| 黃       | 印度 | 2010年9月20日                        | 仍然生效                                                   | 因印度新德里近日發生遊客被槍擊事件而發出。2020年3月17日至2022年5月1日期間因應2019冠狀病毒病全球病例而另發出公共衛生風險之 紅色警示。 |
| 黃       | 俄羅斯                                                                                                  | 2011年1月25日                        | 仍然生效                                                   | 因2011年多莫傑多沃國際機場炸彈襲擊事件而發出；也是制度設立以來首次對同一國家三度發出外遊警示。2020年3月17日至2022年5月1日因應2019冠狀病毒病全球病例而另發出公共衛生風險之 紅色警示。 |
| 黃       | 埃及 | 2011年1月28日                        | 2011年1月29日（提升至紅色）                                | 因開羅、亞歷山大等城市有持續大型示威遊行並出現暴力衝突而發出 |
| 紅       | 埃及 | 2011年1月29日（由黃色提升）          | 2011年1月30日（提升至黑色）                                | 因多個地方有大型暴力衝突，多人死傷；政府實施宵禁令而發出。 |
| 黑       | 埃及 | 2011年1月30日（由紅色提升）          | 2011年3月29日（降級至紅色）                                | 因埃及多個地方持續出現大規模暴力衝突，造成嚴重死傷；政府在全國實施宵禁令而發出。 |
| 黃       | 巴林 | 2011年2月16日                        | 2011年2月19日（提升至紅色）                                | 因麥納麥持續大型示威遊行而發出 |
| 黃       | 约旦 | 2011年2月16日                        | 2012年3月21日（取消）                                      | 因安曼有持續大型示威遊行而發出 |
| 紅       | 巴林 | 2011年2月19日（由黃色提升）          | 2011年3月16日（提升至黑色）                                | 因巴林警方向反政府示威者開槍而發出 |
| 黃       | 阿尔巴尼亚                                                                                              | 2011年2月24日                        | 2011年11月30日（取消）                                     | 因多個城市有持續大型示威遊行而發出 |
| 黃       | | 2011年2月24日                        | 2012年3月21日（取消）                                      | 因有示威或襲擊風險而發出 |
| 黃       | 叙利亚                                                                                                  | 2011年2月24日                        | 2011年3月29日（提升至紅色）                                | 因有示威或襲擊風險而發出 |
| 紅       | 黎巴嫩                                                                                                  | 2011年2月24日（直接發出）            | 2024年9月30日（提升至黑色）                                | 因有持續大型示威遊行和暴力衝突而發出；也是制度設立以來首次直接發出紅色外遊警示。2020年3月17日至2022年5月1日因應2019冠狀病毒病全球病例而另發出公共衛生風險之 紅色警示。 |
| 紅       | 突尼西亞                                                                                                | 2011年2月24日（直接發出）            | 2011年4月8日（降級至黃色）                                 | 因有持續大型大型示威和暴力衝突，造成人命傷亡；緊急狀態法仍生效而發出；也是制度設立以來首次直接發出紅色外遊警示 |
| 紅       | 日本 | 2011年3月11日（直接發出）            | 2011年4月18日（降級至黃色）                                | 因日本發生9.1級地震以及引發海嘯；也是制度設立以來首次因地震及海嘯而直接發出紅色外遊警示。2011年3月12日及15日起先後對福島縣及宮城縣、茨城縣、岩手縣提升至黑色外遊警示，直至至6月10日。 |
| 黑       | 日本（福島縣）                                                                                          | 2011年3月12日（由紅色提升）          | 2011年6月10日（降級至紅色）                                | 2011年日本本州岛海域地震導致該縣的福島第一核電站發生爆炸，其他日本地區維持紅色警示。 |
| 黑       | 日本（宮城縣、茨城縣、岩手縣）                                                                          | 2011年3月15日（由紅色提升）          | 2011年6月10日（降級至紅色）                                | 2011年日本本州岛海域地震導致福島第一核電站發生事故的嚴重性和不確定性，其他日本地區維持紅色警示 |
| 黑       | 巴林 | 2011年3月16日（由紅色提升）          | 2011年4月13日（降級至紅色）                                | 因巴林廣泛地區示威和爆發暴力衝突及巴林政府於3月15日宣布三個月緊急狀態而發出 |
| 黃       | 以色列                                                                                                  | 2011年3月24日                        | 2012年11月21日 (提升至黑色)                                | 因耶路撒冷發生炸彈爆炸而發出 |
| 紅       | 埃及 | 2011年3月29日（由黑色降級）          | 2013年8月15日（提升至黑色）                                | 因樂蜀、阿斯旺、洪加達及沙姆沙伊赫地區形勢好轉，全國宵禁令（早上2時至5時）仍生效而發出 |
| 紅       | 叙利亚                                                                                                  | 2011年3月29日（由黃色提升）          | 2011年4月26日（提升至黑色）                                | 自2011年3月中，多個城市包括德拉、拉塔基亞和大馬士革有暴力示威，造成多人傷亡而發出 |
| 黃       | 突尼西亞                                                                                                | 2011年4月8日（由紅色降級）           | 仍然生效                                                   | 因突尼斯局勢總體穩定，社會秩序趨於正常；緊急狀態法仍生效而發出。2020年3月17日至2022年5月1日因應2019冠狀病毒病全球病例而另發出公共衛生風險之 紅色警示。 |
| 黃       | 白俄羅斯                                                                                                | 2011年4月13日                        | 2011年11月30日（取消）                                     | 因2010年12月總統選舉後首都明斯克出現示威活動；2011年4月11日明斯克十月廣場地鐡站發生嚴重炸彈爆炸事件而發出 |
| 紅       | 巴林 | 2011年4月13日（由黑色降級）          | 2012年3月20日（降級至黃色）                                | 因2011年3月15日宣布的三個月緊急狀態仍生放。麥納麥中區實施晚間宵禁令而發出 |
| 黃       | 日本 | 2011年4月18日（由紅色降級）          | 2011年6月10日（取消）                                      | 2011年3月11日猛烈地震(黎克特制9級)和海嘯後續有餘震而發出，而福島縣、宮城縣、茨城縣、岩手縣則維持黑色外遊警示 |
| 黑       | 叙利亚                                                                                                  | 2011年4月26日（提升至黑色）          | 仍然生效                                                   | 因多個城市包括德拉、拉塔基亞、大馬士革、巴尼亞斯、阿勒頗、霍姆斯和哈馬等城市，持續出現大規模暴力衝突，造成嚴重死傷而發出。2020年3月17日至2022年5月1日因應2019冠狀病毒病全球病例而另發出公共衛生風險之 紅色警示。 |
| 黃       | 摩洛哥                                                                                                  | 2011年4月29日                        | 2012年7月27日（取消）                                      | 因當地有恐怖襲擊風險。2011年4月28日馬拉喀什市發生嚴重爆炸事件而發出 |
| 黃       | 馬爾地夫                                                                                                | 2011年5月3日                         | 2011年6月10日（取消）                                      | 因2011年5月初， 首都馬累有示威，並出現暴力衝突而發出 |
| 紅       | 日本（福島縣）                                                                                          | 2011年6月10日（由黑色降級）          | 2012年7月27日（降級至黃色）                                | 因2011年日本本州岛海域地震引致發生猛烈地震和海嘯。計劃前赴日本的市民，應調整行程，如非必要，避免前赴福島縣；由於核輻射洩漏事故，不應進入福島第一核電廠八十公里範圍以內地區，而宮城縣、茨城縣和岩手縣及日本其他地區已分別於2012年1月16日及2011年6月10日取消外遊警示。 |
| 紅       | 日本（宮城縣、茨城縣和岩手縣）                                                                          | 2011年6月10日（由黑色降級）          | 2012年1月16日（直接取消）                                  | 因2011年日本本州岛海域地震引致發生猛烈地震和海嘯。計劃前赴日本的市民，應調整行程，如非必要，避免前赴宮城縣、茨城縣和岩手縣；而日本其他地區現已取消外遊警示；也是制度設立以來首次直接取消紅色外遊警示。 |
| 紅       | 泰國（受水災影響地區包括曼谷）                                                                          | 2011年10月25日（由黃色提升）         | 2011年11月30日（降級至黃色）                               | 因2011年9月至10月中，泰國中部、北部和東北部連續豪雨，引發洪水氾濫。據當地政府公布，素可泰、披集、彭世洛、北欖坡、烏泰他尼、甘烹碧、來興、猜納、信武里、紅統、大城、華富里、北標、素攀、佛統、巴吞他尼、暖武里、龍仔厝、烏汶、坤敬、四色菊、橫逸、素輦、嗎哈沙拉堪、加拉信、北柳、坤西育、和巴真等28個府受水災影響，於同年10月23日，當地政府向曼谷市之廊曼, 朗四, 挽卿, 乍都節, 挽是及曬邁等6個地區發出水浸警告；另外，南部陶公、也拉及北大年三府持續出現暴力衝突；曼谷市曾出現示威及炸彈襲擊而同時發出 |
| 黃       | 泰國 | 2011年11月30日（由紅色降級）         | 2014年5月22日（提升至紅色）                                | 因據當地政府公布，目前15個府受水災影響。洪水繼續流經曼谷。曼谷的廊曼機場仍暫停運作；蘇凡納布國際機場則正常運作；以及多個城市出現暴力衝突而同時發出。2013年12月2日至2014年3月19日曾對曼谷提升至紅色及黑色警示。 |
| 黃       | | 2011年12月29日                       | 仍然生效                                                   | 因示威或襲擊風險。計劃前赴當地的市民應留意局勢，提高警惕，並避開示威或人群聚集的地方而發出。2020年3月17日至2022年5月1日因應2019冠狀病毒病全球病例而另發出公共衛生風險之 紅色警示。 |
| 黃       | 馬爾地夫                                                                                                | 2012年2月8日                         | 2012年9月21日（取消）                                      | 因2012年2月初， 首都馬累有示威，並出現暴力衝突。有報導指在非度假區的島嶼上有衝突發生而發出 |
| 黃       | 巴林 | 2012年3月20日（由紅色降級）          | 2023年8月29日（取消）                                      | 。2020年3月17日至2022年5月1日因應2019冠狀病毒病全球病例而另發出公共衛生風險之 紅色警示。 |
| 黃       | 緬甸 | 2012年6月11日                        | 仍然生效                                                   | 因2012年6月初，若開邦持續有暴力和衝突發生，當局宣佈若開邦實施緊急狀態。若開邦和北部地區安全形勢嚴峻而發出。2020年3月17日至2022年5月1日因應2019冠狀病毒病全球病例而另發出公共衛生風險之 紅色警示。2025年1月17日至9月22日曾對東南部地區提升至紅色警示。 |
| 黃       | | 2012年6月25日                        | 仍然生效                                                   | 2020年3月17日至2022年5月1日因應2019冠狀病毒病全球病例而另發出公共衛生風險之 紅色警示。 |
| 黃       | 日本（福島縣）                                                                                          | 2012年7月27日（由紅色降級）          | 仍然生效                                                   | 2020年3月17日至2022年5月1日因應2019冠狀病毒病全球病例而另發出日本全國公共衛生風險之 紅色警示。 |
| 黃       | 土耳其                                                                                                  | 2012年9月21日                        | 2016年7月16日（提升至紅色）                                | [ 67 ] |
| 紅       | 以色列                                                                                                  | 2012年11月21日（由黃色提升）         | 2013年1月11日（降級至黃色）                                | 因2012年11月中旬，以色列空襲加沙，而加沙則向以色列境內發射火箭彈，造成多人傷亡而發出 |
| 黃       | 以色列                                                                                                  | 2013年1月11日（由紅色降級）          | 2014年7月18日（提升至紅色）                                | 因鑑於局勢不穩定，市民應避免前赴加沙及其周邊地區。計劃前赴或已在當地的港人應提高警惕，注意安全，避開示威或人群聚集的地方而發出。 |
| 黃       | 马来西亚                                                                                                | 2013年3月5日                         | 2023年6月30日（除沙巴東海岸地區外取消）                    | 因馬來西亞軍警與來自蘇祿群島的武裝分子在沙巴東部發生衝突，造成人命傷亡。當地政府宣布沙巴東部的部份地區為“特別安全區”而發出。2020年3月17日至2022年5月1日因應2019冠狀病毒病全球病例而另發出公共衛生風險之 紅色警示。 |
| 黑       | 埃及 | 2013年8月15日（由紅色提升）          | 2014年8月29日（降級至紅色）                                | 因示威和大規模暴力衝突持續在當地多處發生，造成嚴重人命傷亡。市民不應前赴當地而發出。 |
| 紅       | 泰國（曼谷）                                                                                            | 2013年12月2日（由黃色提升）          | 2014年1月21日（提升至黑色）                                | 鑑於泰國曼谷示威局勢，政府提升曼谷的外遊警示級別至紅色；其他泰國地區維持黃色警示。 |
| 黑       | 泰國（曼谷）                                                                                            | 2014年1月21日（由紅色提升）          | 2014年3月19日（直接由黑色降級至黃色）                      | 鑑於曼谷的最新局勢，以及泰國政府已撤銷對曼谷及周邊地區的緊急狀態令而發出；其他泰國地區維持黃色警示。也是制度設立以來首次由黑色降級至黃色外遊警示。 |
| 黃       | 菲律賓                                                                                                  | 2014年4月23日（直接由黑色降級）      | 仍然生效                                                   | 因馬尼拉前警員挾持香港旅行團事件解決而發出。2020年3月17日至2022年5月1日因應2019冠狀病毒病全球病例而另發出公共衛生風險之 紅色警示。 |
| 黃       | 越南 | 2014年5月14日                        | 2014年5月15日（提升至紅色）                                | 因發生大型示威，對當地工業園區內的工廠造成滋擾及破壞，尤其是位於南部平陽省的設施而發出。 |
| 紅       | 越南 | 2014年5月15日（由黃色提升）          | 2015年1月13日（降級至黃色）                                | 因發生大型示威，對當地不同地區的工廠造成滋擾及破壞，包括位於平陽、同奈、隆安、巴地頭頓、河靜、太平、胡志明市等省市的設施，造成人命傷亡而發出。 |
| 紅       | 泰國 | 2014年5月22日（由黃色提升）          | 2014年7月3日（降級至黃色）                                 | 因軍方宣布政變，接管政府。全國實施宵禁，以及反政府組織於曼谷民主紀念碑的抗議地點發生槍擊及手榴彈襲擊，造成人命傷亡而同時發出。 |
| 紅       | 巴基斯坦                                                                                                | 2014年6月9日（由黃色提升）           | 仍然生效                                                   | 因武裝分子襲擊卡拉奇真納國際機場，造成人命傷亡而發出。2020年3月17日至2022年5月1日因應2019冠狀病毒病全球病例而另發出公共衛生風險之 紅色警示。 |
| 黃       | 泰國 | 2014年7月3日（由紅色降級）           | 仍然生效                                                   | 因泰國自2014年5月20日起全國實施戒嚴。軍方有權採取必要措施維持秩序，如限制活動和實施宵禁，並避開示威或人群聚集的地方而發出。2015年8月18日至9月22日曾對曼谷提升至紅色警示。2020年3月17日至2022年5月1日因應2019冠狀病毒病全球病例而另發出公共衛生風險之 紅色警示。 |
| 紅       | 以色列                                                                                                  | 2014年7月18日（由黃色提升）          | 2014年9月23日（降級至黃色）                                | 因鑑於局勢動盪，市民應避免前赴加沙及其周邊地區而發出。 |
| 紅       | 埃及 | 2014年8月29日（由黑色降級）          | 2023年5月4日（降級至黃色）                                 | 因當地多個城市發生示威和暴力衝突持續發生，造成人命傷亡而發出。因應2019冠狀病毒病埃及疫情，政府於2020年3月13日提醒公眾相關公共衞生風險，惟2020年3月17日至2022年5月1日因應2019冠狀病毒病全球病例而另發出公共衛生風險之 紅色警示。 |
| 黃       | 以色列                                                                                                  | 2014年9月23日（降級至黃色）          | 2023年10月8日（提升至紅色）                                | 因局勢動盪，市民應避免前赴加沙及其周邊地區，以及鄰近敘利亞及黎巴嫩邊界地區而發出。2020年3月17日至2022年5月1日因應2019冠狀病毒病全球病例而另發出公共衛生風險之 紅色警示。 |
| 黃       | 越南 | 2015年1月13日（由紅色降級）          | 2016年9月6日（取消）                                       | 因河內及胡志明市發生零星示威活動而發出。 |
| 黃       | 南非 | 2015年4月20日                        | 2016年9月6日（取消）                                       | 因南非多處發生騷亂，造成人命傷亡而發出。 |
| 紅       | 尼泊尔                                                                                                  | 2015年4月27日（由黃色提升）          | 2016年4月26日（降級至黃色）                                | 因2015年尼泊爾地震在加德滿都及博克拉地區造成巨大破壞及傷亡。據報，通訊、交通、基本服務和基礎設施受到廣泛影響。餘震及雪崩的危險仍然存在而發出。 |
| 紅🦠     | | 2015年6月9日（直接發出）             | 2015年8月1日（直接取消）                                   | 因中東呼吸綜合症自2015年5月下旬在南韓開始爆發而發出；也是制度設立以來首次因傳染病而直接發出紅色外遊警示。 |
| 紅       | 泰國（曼谷）                                                                                            | 2015年8月18日（由黃色提升）          | 2015年9月22日（降級至黃色）                                | 因曼谷市中心四面佛旁邊發生爆炸而發出，泰國其他地區維持黃色警示。 |
| 黃       | 馬爾地夫                                                                                                | 2015年11月4日                        | 2015年11月20日                                             | 因馬爾代夫政府宣布因應國家安全受威脅，全國進入緊急狀態三十日，並避開示威或人群聚集的地方，尤其是馬累而發出 |
| 黃       | 法國 | 2015年11月14日                       | 仍然生效                                                   | 因2015年11月巴黎襲擊事件而發出。2020年3月13日至2022年5月1日因應2019冠狀病毒病全球病例而另發出公共衛生風險之 紅色警示。 |
| 黃       | 比利时                                                                                                  | 2016年3月22日                        | 仍然生效                                                   | 因2016年布魯塞爾連環爆炸案而發出。2020年3月13日至2022年5月1日因應2019冠狀病毒病全球病例而另發出公共衛生風險之 紅色警示。 |
| 黃       | 日本（熊本縣）                                                                                          | 2016年4月16日                        | 2016年6月3日（取消）                                       | 因日本九州熊本縣發生6.4級地震及餘震，造成破壞及傷亡。九州新幹線服務及高速公路交通亦受影響。2016年4月16日零晨，熊本縣再發生兩次7級以上的強烈地震，對建築物造成進一步破壞。日本當局一度發出海嘯預警。熊本機場暫停航班升降。餘震的危險仍然存在而發出。 |
| 黃       | 尼泊尔                                                                                                  | 2016年4月26日（由紅色降級）          | 仍然生效                                                   | 因2016年4月下旬，首都加德滿都發生反政府示威活動而發出。2020年3月17日至2022年5月1日因應2019冠狀病毒病全球病例而另發出公共衛生風險之 紅色警示。 |
| 紅       | 土耳其                                                                                                  | 2016年7月16日（由黃色提升）          | 2016年11月28日（部分地區降級至黃色）                       | 因土耳其的政變企圖觸發安卡拉及伊斯坦布爾等地發生武裝衝突，造成人命傷亡。2016年7月20日，土耳其當局宣布全國進入緊急狀態三個月而發出。 |
| 黃       | 德国 | 2016年7月23日                        | 2019年10月8日（取消）                                      | 因2016年7月18日，維爾茨堡附近一列火車上發生斧頭襲擊，有4名港人遇襲嚴重受傷，及於同年7月22日，慕尼黑一個購物商場發生槍擊事件，造成人命傷亡而發出。 |
| 黃🦠     | 新加坡                                                                                                  | 2016年9月2日                         | 2016年11月22日（取消）                                     | 因新加坡的寨卡病毒持續傳播，食物及衞生局建議懷孕婦女和計劃懷孕的女士不應前往新加坡而發出。 |
| 黃       | 土耳其                                                                                                  | 2016年11月28日（部分地區由紅色降級） | 仍然生效                                                   | 因土耳其當局多次宣佈由延長全國緊急狀態三個月而發出。土耳其東南部省份地區維持紅色警示。2020年3月17日至2022年5月1日因應2019冠狀病毒病全球病例而另發出公共衛生風險之 紅色警示。 |
| 紅       | 土耳其（安卡拉及伊斯坦布爾）                                                                            | 2016年11月28日（維持紅色）           | 2018年11月23日（降級至黃色）                               | 因伊斯坦布爾發生槍擊事件，以及東南部省份尚勒烏爾法發生汽車炸彈爆炸，造成人命傷亡而發出；其他土耳其地區維持黃色警示。 |
| 紅       | 土耳其（東南部省份）                                                                                    | 2016年11月28日（維持紅色）           | 2023年8月29日（降級至黃色）                                | 因伊斯坦布爾發生槍擊事件，以及東南部省份尚勒烏爾法發生汽車炸彈爆炸，造成人命傷亡而發出；其他土耳其地區維持黃色警示。2020年3月17日至2022年5月1日因應2019冠狀病毒病全球病例而另對土耳其全國發出公共衛生風險之 紅色警示。 |
| 紅       | 土耳其（東南部省份）                                                                                    | 2016年11月28日（維持紅色）           | 仍然生效                                                   | 因伊斯坦布爾發生槍擊事件，以及東南部省份尚勒烏爾法發生汽車炸彈爆炸，造成人命傷亡而發出；其他土耳其地區維持黃色警示。2020年3月17日至2022年5月1日因應2019冠狀病毒病全球病例而另對土耳其全國發出公共衛生風險之 紅色警示。 |
| 黃       | 英国 | 2017年5月24日                        | 仍然生效                                                   | 因2017年曼徹斯特體育場爆炸事件而發出。2020年3月15日至2022年5月1日因應2019冠狀病毒病全球病例而另發出公共衛生風險之 紅色警示。 |
| 黃       | 沙烏地阿拉伯                                                                                            | 2018年4月13日                        | 仍然生效                                                   | 因2018年3月，沙特阿拉伯當局在多個地點包括首都利雅得多次攔截導彈襲擊，其中部份導彈襲擊造成傷亡而發出。2020年3月17日至2022年5月1日因應2019冠狀病毒病全球病例而另發出公共衛生風險之 紅色警示。 |
| 紅       | 斯里蘭卡                                                                                                | 2019年4月22日（直接發出）            | 2019年9月9日（降級至黃色）                                 | 因2019年4月21日，斯里蘭卡發生連環爆炸事件而發出。 |
| 黃       | 斯里蘭卡                                                                                                | 2019年9月9日（由紅色降級）           | 仍然生效                                                   | 因科倫坡以北城鎮發生社區暴力衝突，當地實施宵禁而發出。2020年3月17日至2022年5月1日因應2019冠狀病毒病全球病例而另發出公共衛生風險之 紅色警示。 |
| 紅       | 伊朗 | 2020年1月10日（由黃色提升）          | 2025年6月19日（提升至黑色）                                | 因一名伊朗高級將軍在伊拉克被美國空襲擊殺，導致當地局勢緊張而發出。此外因應2019冠状病毒病伊朗疫情，政府於同年2月28日提醒公眾相關公共衞生風險，惟2020年3月17日至2022年5月1日因應2019冠狀病毒病全球病例而另發出公共衛生風險之 紅色警示。 |
| 紅🦠     | | 2020年2月24日（直接發出）            | 2022年5月1日                                               | 因2019冠狀病毒病韓國疫情而發出，也是第一個國家因2019冠狀病毒病而發出外遊警示。 |
| 紅🦠     | 義大利（艾米利亞-羅馬涅、倫巴第及威尼托）                                                               | 2020年2月28日（直接發出）            | 2020年3月10日（擴展至全國）                                | 因2019冠状病毒病意大利疫情而對上述地區發出。 |
| 紅🦠     | 義大利                                                                                                  | 2020年3月10日（由部份地區擴展）      | 2022年5月1日                                               | 因2019冠状病毒病意大利疫情迅速擴散而發出。 |
| 紅🦠     | 法國（布爾岡－法蘭琪－康堤及大東部地區）                                                                | 2020年3月10日（直接發出）            | 2020年3月13日（擴展至全國）                                | 因2019冠状病毒病法國疫情而對上述地區而發出。同時維持法國全國因安全風險發出之 黃色警示。紅色外遊警示於同年3月13日起擴展至法國全國。 |
| 紅🦠     | 德国（北萊茵－威斯特法倫州）                                                                            | 2020年3月10日（直接發出）            | 2020年3月13日（擴展至全國）                                | 因2019冠状病毒病德國疫情而對上述地區而發出。紅色外遊警示於同年3月13日起擴展至德國全國。 |
| 紅🦠     | 西班牙（拉里奥哈、馬德里及巴斯克地區）                                                                  | 2020年3月10日（直接發出）            | 2020年3月13日（擴展至全國）                                | 因2019冠状病毒病西班牙疫情而對上述地區而發出。紅色外遊警示於同年3月13日起擴展至西班牙全國。 |
| 紅🦠     | 日本（北海道）                                                                                          | 2020年3月10日（直接發出）            | 2020年3月17日（擴展至全國）                                | 因2019冠状病毒病日本疫情而對上述地區而發出。紅色外遊警示於2020年3月17日擴展至日本全國。 |
| 紅🦠     | 神根區                                                                                                  | 2020年3月13日（直接發出）            | 2022年5月1日                                               | 因歐洲的2019冠状病毒病個案持續及迅速上升而對神根區發出。 |
| 紅🦠     | 奥地利                                                                                                  | 2020年3月13日（直接發出）            | 2022年5月1日                                               | 因歐洲的2019冠状病毒病個案持續及迅速上升而對神根區發出。 |
| 紅🦠     | 捷克 | 2020年3月13日（直接發出）            | 2022年5月1日                                               | 因歐洲的2019冠状病毒病個案持續及迅速上升而對神根區發出。 |
| 紅🦠     | 丹麦 | 2020年3月13日（直接發出）            | 2022年5月1日                                               | 因歐洲的2019冠状病毒病個案持續及迅速上升而對神根區發出。 |
| 紅🦠     | 爱沙尼亚                                                                                                | 2020年3月13日（直接發出）            | 2022年5月1日                                               | 因歐洲的2019冠状病毒病個案持續及迅速上升而對神根區發出。 |
| 紅🦠     | 芬兰 | 2020年3月13日（直接發出）            | 2022年5月1日                                               | 因歐洲的2019冠状病毒病個案持續及迅速上升而對神根區發出。 |
| 紅🦠     | 希腊 | 2020年3月13日（直接發出）            | 2022年5月1日                                               | 因歐洲的2019冠状病毒病個案持續及迅速上升而對神根區發出。 |
| 紅🦠     | 匈牙利                                                                                                  | 2020年3月13日（直接發出）            | 2022年5月1日                                               | 因歐洲的2019冠状病毒病個案持續及迅速上升而對神根區發出。 |
| 紅🦠     | 冰島 | 2020年3月13日（直接發出）            | 2022年5月1日                                               | 因歐洲的2019冠状病毒病個案持續及迅速上升而對神根區發出。 |
| 紅🦠     | 拉脫維亞                                                                                                | 2020年3月13日（直接發出）            | 2022年5月1日                                               | 因歐洲的2019冠状病毒病個案持續及迅速上升而對神根區發出。 |
| 紅🦠     | 列支敦斯登                                                                                              | 2020年3月13日（直接發出）            | 2022年5月1日                                               | 因歐洲的2019冠状病毒病個案持續及迅速上升而對神根區發出。 |
| 紅🦠     | 立陶宛                                                                                                  | 2020年3月13日（直接發出）            | 2022年5月1日                                               | 因歐洲的2019冠状病毒病個案持續及迅速上升而對神根區發出。 |
| 紅🦠     | 盧森堡                                                                                                  | 2020年3月13日（直接發出）            | 2022年5月1日                                               | 因歐洲的2019冠状病毒病個案持續及迅速上升而對神根區發出。 |
| 紅🦠     | 馬爾他                                                                                                  | 2020年3月13日（直接發出）            | 2022年5月1日                                               | 因歐洲的2019冠状病毒病個案持續及迅速上升而對神根區發出。 |
| 紅🦠     | 荷蘭 | 2020年3月13日（直接發出）            | 2022年5月1日                                               | 因歐洲的2019冠状病毒病個案持續及迅速上升而對神根區發出。 |
| 紅🦠     | 挪威 | 2020年3月13日（直接發出）            | 2022年5月1日                                               | 因歐洲的2019冠状病毒病個案持續及迅速上升而對神根區發出。 |
| 紅🦠     | 波蘭 | 2020年3月13日（直接發出）            | 2022年5月1日                                               | 因歐洲的2019冠状病毒病個案持續及迅速上升而對神根區發出。 |
| 紅🦠     | 葡萄牙                                                                                                  | 2020年3月13日（直接發出）            | 2022年5月1日                                               | 因歐洲的2019冠状病毒病個案持續及迅速上升而對神根區發出。 |
| 紅🦠     | 斯洛維尼亞                                                                                              | 2020年3月13日（直接發出）            | 2022年5月1日                                               | 因歐洲的2019冠状病毒病個案持續及迅速上升而對神根區發出。 |
| 紅🦠     | 斯洛伐克                                                                                                | 2020年3月13日（直接發出）            | 2022年5月1日                                               | 因歐洲的2019冠状病毒病個案持續及迅速上升而對神根區發出。 |
| 紅🦠     | 瑞典 | 2020年3月13日（直接發出）            | 2022年5月1日                                               | 因歐洲的2019冠状病毒病個案持續及迅速上升而對神根區發出。 |
| 紅🦠     | 瑞士 | 2020年3月13日（直接發出）            | 2022年5月1日                                               | 因歐洲的2019冠状病毒病個案持續及迅速上升而對神根區發出。 |
| 紅🦠     | 比利时                                                                                                  | 2020年3月13日（直接發出）            | 2022年5月1日                                               | 因歐洲的2019冠状病毒病個案持續及迅速上升而對神根區發出。同時維持因安全風險發出之 黃色警示。 |
| 紅🦠     | 法國 | 2020年3月13日（由部份地區擴展）      | 2022年5月1日                                               | 因歐洲的2019冠状病毒病個案持續及迅速上升而對神根區發出。同時維持因安全風險發出之 黃色警示。 |
| 紅🦠     | 德国 | 2020年3月13日（由部份地區擴展）      | 2022年5月1日                                               | 因歐洲的2019冠状病毒病個案持續及迅速上升而對神根區發出。 |
| 紅🦠     | 西班牙                                                                                                  | 2020年3月13日（由部份地區擴展）      | 2022年5月1日                                               | 因歐洲的2019冠状病毒病個案持續及迅速上升而對神根區發出。 |
| 紅🦠     | 爱尔兰                                                                                                  | 2020年3月15日（直接發出）            | 2022年5月1日                                               | 因2019冠状病毒病愛爾蘭疫情而發出。 |
| 紅🦠     | 英国 | 2020年3月15日（直接發出）            | 2022年5月1日                                               | 因2019冠状病毒病英國疫情而發出，同時維持安全風險發出之 黃色警示。 |
| 紅🦠     | 美国 | 2020年3月15日（直接發出）            | 2022年5月1日                                               | 因2019冠状病毒病美國疫情而發出。 |
| 紅🦠     | 所有海外國家／屬地                                                                                      | 2020年3月17日（直接發出）            | 2022年5月1日                                               | 因應2019冠狀病毒病全球病例而對所有海外國家／屬地發出。 |
| 紅🦠     | 因應2019冠狀病毒病全球病例而對所有海外國家／屬地發出，同時維持上述國家或地區因安全風險發出之 黃色警示。 | 2020年3月17日（直接發出）            | 2022年5月1日                                               | |
| 紅🦠     | 巴林 | 2020年3月17日（直接發出）            | 2022年5月1日                                               | |
| 紅🦠     | 印度尼西亞                                                                                              | 2020年3月17日（直接發出）            | 2022年5月1日                                               | |
| 紅🦠     | 印度 | 2020年3月17日（直接發出）            | 2022年5月1日                                               | |
| 紅🦠     | 以色列                                                                                                  | 2020年3月17日（直接發出）            | 2022年5月1日                                               | |
| 紅🦠     | | 2020年3月17日（直接發出）            | 2022年5月1日                                               | |
| 紅🦠     | 沙烏地阿拉伯                                                                                            | 2020年3月17日（直接發出）            | 2022年5月1日                                               | |
| 紅🦠     | 斯里蘭卡                                                                                                | 2020年3月17日（直接發出）            | 2022年5月1日                                               | |
| 紅🦠     | 马来西亚                                                                                                | 2020年3月17日（直接發出）            | 2022年5月1日                                               | |
| 紅🦠     | 緬甸 | 2020年3月17日（直接發出）            | 2022年5月1日                                               | |
| 紅🦠     | 尼泊尔                                                                                                  | 2020年3月17日（直接發出）            | 2022年5月1日                                               | |
| 紅🦠     | 菲律賓                                                                                                  | 2020年3月17日（直接發出）            | 2022年5月1日                                               | |
| 紅🦠     | 俄羅斯                                                                                                  | 2020年3月17日（直接發出）            | 2022年5月1日                                               | |
| 紅🦠     | 泰國 | 2020年3月17日（直接發出）            | 2022年5月1日                                               | |
| 紅🦠     | 突尼西亞                                                                                                | 2020年3月17日（直接發出）            | 2022年5月1日                                               | |
| 紅🦠     | 埃及 | 2020年3月17日（直接發出）            | 2022年5月1日                                               | 因應2019冠狀病毒病全球病例而對所有海外國家／屬地發出，同時維持因安全風險發出之 紅色警示。 |
| 紅🦠     | 黎巴嫩                                                                                                  | 2020年3月17日（直接發出）            | 2022年5月1日                                               | 因應2019冠狀病毒病全球病例而對所有海外國家／屬地發出，同時維持因安全風險發出之 紅色警示。 |
| 紅🦠     | 伊朗 | 2020年3月17日（直接發出）            | 2022年5月1日                                               | 因應2019冠狀病毒病全球病例而對所有海外國家／屬地發出，同時維持因安全風險發出之 紅色警示。 |
| 紅🦠     | 巴基斯坦                                                                                                | 2020年3月17日（直接發出）            | 2022年5月1日                                               | 因應2019冠狀病毒病全球病例而對所有海外國家／屬地發出，同時維持因安全風險發出之 紅色警示。 |
| 紅🦠     | 土耳其                                                                                                  | 2020年3月17日（直接發出）            | 2022年5月1日                                               | 因應2019冠狀病毒病全球病例而對所有海外國家／屬地發出，同時維持對東南部省份因安全風險發出之 紅色警示，以及其他地區因安全風險發出之 黃色警示。 |
| 紅🦠     | 叙利亚                                                                                                  | 2020年3月17日（直接發出）            | 2022年5月1日                                               | 因應2019冠狀病毒病全球病例而對所有海外國家／屬地發出，同時維持因安全風險發出之 黑色警示。 |
| 紅🦠     | 阿尔巴尼亚                                                                                              | 2020年3月17日（直接發出）            | 2022年5月1日                                               | 因應2019冠狀病毒病全球病例而對所有海外國家／屬地發出。 |
| 紅🦠     | 阿根廷                                                                                                  | 2020年3月17日（直接發出）            | 2022年5月1日                                               | 因應2019冠狀病毒病全球病例而對所有海外國家／屬地發出。 |
| 紅🦠     | | 2020年3月17日（直接發出）            | 2022年5月1日                                               | 因應2019冠狀病毒病全球病例而對所有海外國家／屬地發出。 |
| 紅🦠     | 白俄羅斯                                                                                                | 2020年3月17日（直接發出）            | 2022年5月1日                                               | 因應2019冠狀病毒病全球病例而對所有海外國家／屬地發出。 |
| 紅🦠     | | 2020年3月17日（直接發出）            | 2022年5月1日                                               | 因應2019冠狀病毒病全球病例而對所有海外國家／屬地發出。 |
| 紅🦠     | 巴西 | 2020年3月17日（直接發出）            | 2022年5月1日                                               | 因應2019冠狀病毒病全球病例而對所有海外國家／屬地發出。 |
| 紅🦠     | | 2020年3月17日（直接發出）            | 2022年5月1日                                               | 因應2019冠狀病毒病全球病例而對所有海外國家／屬地發出。 |
| 紅🦠     | 保加利亚                                                                                                | 2020年3月17日（直接發出）            | 2022年5月1日                                               | 因應2019冠狀病毒病全球病例而對所有海外國家／屬地發出。 |
| 紅🦠     | 柬埔寨                                                                                                  | 2020年3月17日（直接發出）            | 2022年5月1日                                               | 因應2019冠狀病毒病全球病例而對所有海外國家／屬地發出。 |
| 紅🦠     | 加拿大                                                                                                  | 2020年3月17日（直接發出）            | 2022年5月1日                                               | 因應2019冠狀病毒病全球病例而對所有海外國家／屬地發出。 |
| 紅🦠     | 智利 | 2020年3月17日（直接發出）            | 2022年5月1日                                               | 因應2019冠狀病毒病全球病例而對所有海外國家／屬地發出。 |
| 紅🦠     | | 2020年3月17日（直接發出）            | 2022年5月1日                                               | 因應2019冠狀病毒病全球病例而對所有海外國家／屬地發出。 |
| 紅🦠     | 賽普勒斯                                                                                                | 2020年3月17日（直接發出）            | 2022年5月1日                                               | 因應2019冠狀病毒病全球病例而對所有海外國家／屬地發出。 |
| 紅🦠     | 斐济 | 2020年3月17日（直接發出）            | 2022年5月1日                                               | 因應2019冠狀病毒病全球病例而對所有海外國家／屬地發出。 |
| 紅🦠     | 直布罗陀                                                                                                | 2020年3月17日（直接發出）            | 2022年5月1日                                               | 因應2019冠狀病毒病全球病例而對所有海外國家／屬地發出。 |
| 紅🦠     | 關島 | 2020年3月17日（直接發出）            | 2022年5月1日                                               | 因應2019冠狀病毒病全球病例而對所有海外國家／屬地發出。 |
| 紅🦠     | 约旦 | 2020年3月17日（直接發出）            | 2022年5月1日                                               | 因應2019冠狀病毒病全球病例而對所有海外國家／屬地發出。 |
| 紅🦠     | | 2020年3月17日（直接發出）            | 2022年5月1日                                               | 因應2019冠狀病毒病全球病例而對所有海外國家／屬地發出。 |
| 紅🦠     | | 2020年3月17日（直接發出）            | 2022年5月1日                                               | 因應2019冠狀病毒病全球病例而對所有海外國家／屬地發出。 |
| 紅🦠     | 馬爾地夫                                                                                                | 2020年3月17日（直接發出）            | 2022年5月1日                                               | 因應2019冠狀病毒病全球病例而對所有海外國家／屬地發出。 |
| 紅🦠     | 北馬其頓                                                                                                | 2020年3月17日（直接發出）            | 2022年5月1日                                               | 因應2019冠狀病毒病全球病例而對所有海外國家／屬地發出。 |
| 紅🦠     | 模里西斯                                                                                                | 2020年3月17日（直接發出）            | 2022年5月1日                                               | 因應2019冠狀病毒病全球病例而對所有海外國家／屬地發出。 |
| 紅🦠     | 墨西哥                                                                                                  | 2020年3月17日（直接發出）            | 2022年5月1日                                               | 因應2019冠狀病毒病全球病例而對所有海外國家／屬地發出。 |
| 紅🦠     | 蒙古国                                                                                                  | 2020年3月17日（直接發出）            | 2022年5月1日                                               | 因應2019冠狀病毒病全球病例而對所有海外國家／屬地發出。 |
| 紅🦠     | 摩洛哥                                                                                                  | 2020年3月17日（直接發出）            | 2022年5月1日                                               | 因應2019冠狀病毒病全球病例而對所有海外國家／屬地發出。 |
| 紅🦠     | 蒙特內哥羅                                                                                              | 2020年3月17日（直接發出）            | 2022年5月1日                                               | 因應2019冠狀病毒病全球病例而對所有海外國家／屬地發出。 |
| 紅🦠     | 阿曼 | 2020年3月17日（直接發出）            | 2022年5月1日                                               | 因應2019冠狀病毒病全球病例而對所有海外國家／屬地發出。 |
| 紅🦠     | 秘魯 | 2020年3月17日（直接發出）            | 2022年5月1日                                               | 因應2019冠狀病毒病全球病例而對所有海外國家／屬地發出。 |
| 紅🦠     | | 2020年3月17日（直接發出）            | 2022年5月1日                                               | 因應2019冠狀病毒病全球病例而對所有海外國家／屬地發出。 |
| 紅🦠     | 羅馬尼亞                                                                                                | 2020年3月17日（直接發出）            | 2022年5月1日                                               | 因應2019冠狀病毒病全球病例而對所有海外國家／屬地發出。 |
| 紅🦠     | 新加坡                                                                                                  | 2020年3月17日（直接發出）            | 2022年5月1日                                               | 因應2019冠狀病毒病全球病例而對所有海外國家／屬地發出。 |
| 紅🦠     | 塞爾維亞                                                                                                | 2020年3月17日（直接發出）            | 2022年5月1日                                               | 因應2019冠狀病毒病全球病例而對所有海外國家／屬地發出。 |
| 紅🦠     | 南非 | 2020年3月17日（直接發出）            | 2022年5月1日                                               | 因應2019冠狀病毒病全球病例而對所有海外國家／屬地發出。 |
| 紅🦠     | 阿联酋                                                                                                  | 2020年3月17日（直接發出）            | 2022年5月1日                                               | 因應2019冠狀病毒病全球病例而對所有海外國家／屬地發出。 |
| 紅🦠     | 越南 | 2020年3月17日（直接發出）            | 2022年5月1日                                               | 因應2019冠狀病毒病全球病例而對所有海外國家／屬地發出。 |
| 紅🦠     | 外遊警示制度沒有覆蓋的海外國家／屬地                                                                    | 2020年3月17日（直接發出）            | 2022年5月1日                                               | 因應2019冠狀病毒病全球病例而對所有海外國家／屬地發出。 |
| 紅🦠     | 日本 | 2020年3月17日（由北海道擴展）        | 2022年5月1日                                               | 因應2019冠狀病毒病全球病例而對所有海外國家／屬地發出，同時維持對福島縣因安全風險發出之 黃色警示。 |
| 黃       | 秘魯 | 2022年12月16日                       | 仍然生效                                                   | 自2022年12月初，秘鲁各地出現示威。報導指暴力衝突造成傷亡而發出。 |
| 黃       | 埃及 | 2023年5月4日（由紅色降級）           | 仍然生效                                                   | 因應埃及的最新情況，市民不應前赴西奈半島而發出。 |
| 黃       | 马来西亚（沙巴東海岸地區）                                                                              | 2023年6月30日（維持黃色）            | 仍然生效                                                   | 因馬來西亞沙巴東部的部份地區治安仍然不穩而發出。 |
| 紅       | 以色列                                                                                                  | 2023年10月8日（由黃色提升）          | 2025年6月19日（提升至黑色）                                | 因以巴衝突引致以色列多地遭受火箭彈和武裝份子攻擊，造成嚴重傷亡。以色列政府已宣布全國進入緊急狀態而發出。 |
| 黑       | 黎巴嫩                                                                                                  | 2024年9月30日（由紅色提升）          | 仍然生效                                                   | 由於黎巴嫩的安全形勢極不明朗，市民不應前赴當地而發出。 |
| 紅       | 緬甸（東南部地區）                                                                                      | 2025年1月17日（由黃色提升）          | 仍然生效                                                   | 因有香港居民懷疑被誘騙到東南亞國家（包括緬甸東南部地區）被禁錮從事非法工作的情況有死灰復燃的跡象而發出。緬甸其他地區維持黃色外遊警示。 |
| 黑       | 以色列                                                                                                  | 2025年6月19日（由紅色提升）          | 2025年8月18日（降級至紅色）                                | 因應以色列和伊朗局勢的最新發展而發出。 |
| 黑       | 伊朗 | 2025年6月19日（由紅色提升）          | 2025年8月18日（降級至紅色）                                | 因應以色列和伊朗局勢的最新發展而發出。 |
| 紅       | 以色列                                                                                                  | 2025年8月18日（由黑色降級）          | 仍然生效                                                   | 因應以色列和伊朗局勢的最新發展而發出。 |
| 紅       | 伊朗 | 2025年8月18日（由黑色降級）          | 仍然生效                                                   | 因應以色列和伊朗局勢的最新發展而發出。 |

### 對同一國家發出不同警示之紀錄
| 國家／屬地                                                                                 | 發出日期              | 地區                                               |
| ------------------------------------------------------------------------------------------ | --------------------- | -------------------------------------------------- |
| 泰國                                                                                       | 2010/03/10-2010/04/10 | 紅 曼谷； 黃 其他地區                              |
| 泰國                                                                                       | 2010/04/10-2010/06/02 | 黑 曼谷； 黃 其他地區                              |
| 泰國                                                                                       | 2010/06/02-2010/06/09 | 紅 曼谷； 黃 其他地區                              |
| 泰國                                                                                       | 2011/10/25-2011/11/30 | 紅 受水災影響地區包括曼谷； 黃 其他地區            |
| 泰國                                                                                       | 2013/12/02-2014/01/21 | 紅 曼谷； 黃 其他地區                              |
| 泰國                                                                                       | 2014/01/21-2014/03/19 | 黑 曼谷； 黃 其他地區                              |
| 泰國                                                                                       | 2015/08/18-2015/09/22 | 黑 曼谷； 黃 其他地區                              |
| 泰國                                                                                       | 2020/03/17-2022/05/01 | 紅🦠 黃 全國                                       |
| 日本                                                                                       | 2011/03/12-2011/03/15 | 黑 福島縣； 紅 其他地區                            |
| 日本                                                                                       | 2011/03/15-2011/04/18 | 黑 福島縣、 宮城縣、 茨城縣、 岩手縣； 紅 其他地區 |
| 日本                                                                                       | 2011/04/18-2011/06/10 | 黑 福島縣、 宮城縣、 茨城縣、 岩手縣； 黃 其他地區 |
| 日本                                                                                       | 2011/06/10-2012/01/16 | 紅 福島縣、 宮城縣、 茨城縣、 岩手縣               |
| 日本                                                                                       | 2012/01/16-2012/07/27 | 紅 福島縣                                          |
| 日本                                                                                       | 2012/07/27-2016/04/16 | 黃 福島縣                                          |
| 日本                                                                                       | 2016/04/16-2016/06/03 | 黃 福島縣、 熊本縣                                 |
| 日本                                                                                       | 2016/06/03-2020/03/10 | 黃 福島縣                                          |
| 日本                                                                                       | 2020/03/10-2020/03/17 | 紅🦠 北海道； 黃 福島縣                            |
| 日本                                                                                       | 2020/03/17-2022/05/01 | 紅🦠 全國； 黃 福島縣                              |
| 土耳其                                                                                     | 2016/11/28-2018/11/23 | 紅 安卡拉、伊斯坦布爾、東南部省份； 黃 其他地區    |
| 土耳其                                                                                     | 2018/11/23-2020/03/17 | 紅 東南部省份； 黃 其他地區                        |
| 土耳其                                                                                     | 2020/03/17-2022/05/01 | 紅🦠 全國； 紅 東南部省份                          |
| 土耳其                                                                                     | 2022/05/01-2023/08/29 | 紅 東南部省份                                      |
| 土耳其                                                                                     | 2023/08/29至今        | 紅 東南部省份； 黃 其他地區                        |
| 義大利                                                                                     | 2020/02/28-2020/03/10 | 紅🦠 艾米利亞-羅馬涅、 倫巴第及 威尼托大区         |
| 西班牙                                                                                     | 2020/03/10-2020/03/13 | 紅🦠 拉里奥哈、 馬德里及 巴斯克地區                |
| 法國                                                                                       | 2020/03/10-2020/03/13 | 紅🦠 布爾岡－法蘭琪－康堤及 大東部地區； 黃 全國   |
| 法國                                                                                       | 2020/03/13-2022/05/01 | 紅🦠、 黃 全國                                     |
| 德国                                                                                       | 2020/03/10-2020/03/13 | 紅🦠 北萊茵－威斯特法倫州地區                      |
| 比利时                                                                                     | 2020/03/15-2022/05/01 | 紅🦠、 黃 全國                                     |
| 英国                                                                                       | 2017/05/24-2022/05/01 | 紅🦠、 黃 本土                                     |
| 伊朗、 埃及、 巴基斯坦、 黎巴嫩                                                            | 2020/03/17-2022/05/01 | 紅🦠、 紅 全國                                     |
| 巴林、 以色列、 尼泊尔、 印度尼西亞、 · 印度、 沙烏地阿拉伯、 · 突尼西亞、 俄羅斯、 菲律賓 | 2020/03/17-2022/05/01 | 紅🦠、 黃 全國                                     |
| 緬甸                                                                                       | 2020/03/17-2022/05/01 | 紅🦠、 黃 全國                                     |
| 緬甸                                                                                       | 2025/01/17至今        | 紅 東南部地區； 黃 其他地區                        |
| 马来西亚                                                                                   | 2020/03/17-2022/05/01 | 紅🦠、 黃 全國                                     |
| 马来西亚                                                                                   | 2023/06/30至今        | 黃 沙巴東海岸地區                                  |
| 叙利亚                                                                                     | 2020/03/17-2022/05/01 | 黑、 紅🦠 全國                                     |

註：「其他地區」是指整個國家／屬地除了針對同一風險發出更高警示外的地區。

## 其他
香港旅遊業議會更強烈建議各旅行社，在收據上必須印上該國家（如有）所發出外遊警示級別。當發出紅色或黑色旅遊警示發出下，在有關警示發出前，已報名自由行或旅遊團，如自由行者，一般大多數已報團市民，可獲全數退款。如旅行團者，可以全數退款或保留團費及轉團。保險公司可以因應情況可獲賠款。
入境處更推出「外遊提示登記服務」，可以於出發前三至四天內，填寫個人電話號碼和出發國家及日期。
一旦有關國家發生事故，會收到有關國家的最新情況。

## 爭議

### 就傳染病發出外遊警示
在外遊警示推出初期，政府通常針對有關國家或地區發生天災或局勢不穩發出相關外遊警示；對於公共衛生風險或傳染病情況，則由衛生署發出「旅遊健康建議」讓市民參考。
不過2015年5月下旬中東呼吸綜合症在南韓開始爆發後，但特區政府跟隨世衛建議，沒有對南韓發出外遊警示。直至6月8日才發出「旅遊健康建議」，並在衞生署重要通知加上韓國，食物及衛生局局長高永文更在下午表示該建議類似於保安局的紅色外遊警示，但並非正式紅色外遊警示，這讓遊客在和在旅行社進行退團交涉中，保險和團費方面可能得不到保障。結果，在6月9日多份報章都以頭版批評政府不發外遊警示。而高永文當日上午接連接受多間電台訪問，繼續為不發外遊警示護航。不過及後署理行政長官林鄭月娥在上午預告將會發出紅色外遊警示，並呼籲市民，如非必要勿到南韓旅遊及公幹。同日中午保安局在網站公布，把南韓的外遊警示別級列為紅色，取代前一日的「旅遊健康建議」。而政府新聞網直到下午約一時半才發稿。自此之後，政府就發出外遊警示的考慮因素亦加上公共衛生或傳染病，並按醫務衛生局（2022年7月前為食物及衞生局）建議的警戒級別而發出，包括在2020年在2019冠狀病毒病疫情期間向疫情嚴重國家或地區提升或直接發出紅色外遊警示。

### 外遊警示不適用於中國大陸、澳門及台灣
香港與中國大陸交往頻密，而台灣及澳門亦是香港人熱門旅遊地點，惟外遊警示則不適用於上述地區。早在外遊警示推出初期，已有議員質詢相關情況。而政府回應外遊警示制度只為協助市民掌握外地安全風險，因此香港的外遊警示制度不適用於「國內」地區，這與同一國家不會就國土內不同地區發出旅遊警示的做法一致。換而言之，如果香港市民需要評估中國大陸、澳門及台灣是否適合前往，現時只有透過傳媒、世界衞生組織或香港衛生署的公布，或接收其他地區的旅遊警示消息自行評估。
旅遊保險列明，如果香港政府向某地方發出黑色外遊警示，旅客就有權縮短行程獲得賠償；另一方面，如果政府發出旅遊警示，旅客可以在出發前取消行程並退保。不過外遊警示不適用於中國大陸，當中國大陸發生特殊情況時，市民需取消行程則不獲賠償，或需有危險情況下被迫前往當地。
中國大陸多個城市先後在2010年10月及2012年9月爆發反日示威，並引發騷亂，然而技術上政府不能對中國大陸城市發出外遊警示，此讓在期間取消旅行團的市民得不到保障。在特區政府因應2019冠狀病毒病而在2020年3月17日對全球發出紅色外遊警示時，亦特別指明不包括中國大陸、台灣及澳門，惟包括外遊警示制度沒有涵蓋的國家或地區。

## 備註
1. 1 2 3 4  包括妙瓦底縣、帕本縣、帕安縣及高格力縣
2. 1 2 3  包括：加濟安泰普省、哈塔伊省、基利斯省、馬爾丁省、尚勒烏爾法省和舍爾納克省
3. 1 2 3 4 5 6 7 8 9 10 11 12 13 14 15 16 17 18 19 20  已於2011年2月24日起生效
4. 1 2 3 4 5 6 7 8 9 10 11 12 13 14 15 16 17 18 19 20 21 22 23 24 25 26 27  位於神根公約之國家／屬地
5. 1 2 3 4  已於2011年12月29日起生效
6. 1 2 3  已於2018年7月27日起生效
7. ↑  記錄至2023年10月8日，灰色陰影為已取消／調整級別
8. ↑  包括：巴特曼省、賓格爾省、比特利斯省、迪亞巴克爾省、哈卡里省、錫爾特省、通傑利省和凡城省
9. ↑  包括 奥地利、 比利时、 捷克、 丹麦、 爱沙尼亚、 芬兰、 法國、 德国、 希腊、 匈牙利、 冰島、 拉脫維亞、 列支敦斯登、 立陶宛、 盧森堡、 馬爾他、 荷蘭、 挪威、 波蘭、 葡萄牙、 斯洛維尼亞、 斯洛伐克、 西班牙、 瑞典、 瑞士，而 義大利早前已發出相關警示
10. 1 2 3 4  包括：巴特曼省、賓格爾省、比特利斯省、迪亞巴克爾省、加濟安泰普省、哈卡里省、哈塔伊省、基利斯省、馬爾丁省、尚勒烏爾法省、錫爾特省、舍爾納克省、通傑利省和凡城省

## 外部連結
- 外遊警示制度（页面存档备份，存于）
- 外遊警示制度新聞公報（页面存档备份，存于）
- 入境事務處協助在外香港居民小組（页面存档备份，存于）